# Brevoortia
Brevoortia is een geslacht van straalvinnige vissen uit de familie van haringen (Clupeidae). Het geslacht is voor het eerst wetenschappelijk beschreven in 1861 door Theodore Gill.
Het geslacht is genoemd naar James Carson Brevoort (1818-1887), "de bekende ichtyoloog uit New York".

## Soorten
- Brevoortia aurea (Spix & Agassiz, 1829)
- Brevoortia gunteri Hildebrand, 1948
- Brevoortia patronus Goode, 1878
- Brevoortia pectinata (Jenyns, 1842)
- Brevoortia smithi Hildebrand, 1941
- Brevoortia tyrannus (Latrobe, 1802)